# 1. Division 1908/1909
Čtrnáctý ročník 1. Division (1. belgické fotbalové ligy) se konal od 4. října 1908 do 23. března 1909.
Sezonu vyhrál popáté v klubové historii Royale Union Saint-Gilloise. Nejlepším střelcem se stal hráč Beerschot VAC Vahram Kevorkian, který vstřelil 30 branek. Soutěže se zúčastnilo nově 12 klubů v jedné skupině.